# Le Loup-garou (film, 1941)
Pour les articles homonymes, voir Loup-garou (homonymie) et Wolfman.
Pour plus de détails, voir Fiche technique et Distribution.
Le Loup-garou (The Wolf Man) est un film américain réalisé par George Waggner et sorti en 1941.
Il fait partie de la série des Universal Monsters.

## Synopsis
Lawrence « Larry » Talbot, un Gallois, revient chez son père John Talbot. Il fait la connaissance de Gwenn Conliffe qui tient un magasin d'antiquités et en tombe éperdument amoureux.
Une nuit, alors que Larry, Gwenn et une de ses amies Jenny sont en promenade dans les bois, Jenny se fait attaquer par un loup. Larry accourt pour la sauver, le loup l'attaque à son tour mais Larry réussit grâce à sa canne en argent à le tuer. Malheureusement c'est déjà trop tard, Jenny est morte et Larry a été mordu par le loup et est donc gravement blessé.
Le lendemain, la police arrive sur les lieux, ils voient le corps de Jenny, mais pas de trace de l'animal – à la place, le corps sans vie d'un homme. La police va chez Talbot, il leur répète que Jenny a été attaquée par un loup et qu'il l'a tué, Larry n'a pas tué un homme mais un loup ! La police ne le croit pas, elle commence à croire qu'il est peut-être devenu fou. Larry Talbot n'y comprend rien, il est sûr d'avoir tué un animal et on veut lui faire croire qu'il a en réalité tué un homme !
Le lendemain d'une nuit de pleine lune, Larry se réveille dans son lit avec le goût du sang et avec ses vêtements tout sales, il n'a aucun souvenir de ce qui s'est passé pendant la nuit. À cause des superstitions du village sur les légendes de loups-garous, Larry commence à se demander s'il n'a pas tué un loup-garou et par conséquent, ayant été mordu par cette chose, s'il n'en est pas devenu un lui-même. Larry Talbot est-il atteint de lycanthropie ou de démence ?…

## Fiche technique
Sauf indication contraire, les informations mentionnées dans cette section peuvent être confirmées par la base de données cinématographiques IMDb,  présente dans la section « Liens externes ».
- Titre original : The Wolf Man
- Titre francophone : Le Loup-garou
- Réalisation : George Waggner
- Scénario : Curt Siodmak
- Musique : Charles Previn, Hans J. Salter et Frank Skinner
- Direction artistique : Jack Otterson
- Décors : Russell A. Gausman
- Costumes : Vera West
- Photographie : Joseph A. Valentine
- Son : John P. Fulton et Joe Lapis
- Montage : Ted J. Kent
- Production : George Waggner
  - Production déléguée : Jack J. Gross
- Société de production : Universal Pictures
- Sociétés de distribution : Universal Pictures (États-Unis, 1941), Film Classics (États-Unis, 1948)
- Budget : 180 000 $[1]
- Pays de production :  États-Unis
- Langue originale : anglais
- Format : noir et blanc - 1,37:1 - 35 mm - son : Mono (Western Electric Mirrophonic Recording)
- Genre : drame, fantastique, horreur
- Durée : 70 minutes
- Dates de sortie : 
  - États-Unis : 9 décembre 1941 (avant-première à Los Angeles) ; 12 décembre 1941 (sortie nationale)
  - France : 25 juillet 1945

## Distribution
- Lon Chaney Jr. : Lawrence Stewart Talbot / le loup-garou
- Claude Rains : Sir John Talbot
- Bela Lugosi : Bela, le gitan
- Warren William : Dr Lyod
- Ralph Bellamy : Colonel Paul Montford
- Patric Knowles : Frank Andrews
- Maria Ouspenskaya : Maleva
- Evelyn Ankers : Gwen Conliffe
- J.M. Kerrigan : Charles Conliffe
- Fay Helm : Jenny Williams
- Forrester Harvey : Victor Twiddle

Acteurs non crédités
- Doris Lloyd : Mme Williams
- Harry Stubbs : Révérend Norman

## Production

### Tournage
Le tournage a lieu du 27 octobre au 25 novembre 1941, dans les studios de Universal Pictures, en Californie[réf. nécessaire].
Jack P. Pierce a utilisé des poils de yack pour le costume du loup-garou.

## Suites etremake
Plusieurs films reprennent le personnage de Lawrence Talbot :
- 1943 : Frankenstein rencontre le loup-garou (Frankenstein Meets the Wolf Man) de Roy William Neill
- 1944 : La Maison de Frankenstein (House of Frankenstein) d'Erle C. Kenton
- 1945 : La Maison de Dracula (House of Dracula) d'Erle C. Kenton
- 1948 : Deux Nigauds contre Frankenstein (Bud Abbott Lou Costello Meet Frankenstein) de Charles Barton
  - Wolfman (2010), remake Joe Johnston, avec Benicio del Toro et Anthony Hopkins
  - Wolf Man (2025), reboot de Leigh Whannell